# Raja eglanteria
Raja eglanteria är en rockeart som beskrevs av Bosc 1800. Raja eglanteria ingår i släktet Raja och familjen egentliga rockor. IUCN kategoriserar arten globalt som livskraftig. Inga underarter finns listade i Catalogue of Life.